# باقر الحسيني الشيرازي
باقر آية الله زاده الحسيني الشيرازي (الفارسية: باقر آیت‌الله‌زاده شيرازى) (23 آب 1936 – 19 آب 2007)، كان أستاذًا ومهندسًا معماريًا إيرانيًا، اهتمّ بالعمارة الإسلامية.
كان الشيرازي نائب المنسق في منظمة التراث الثقافي الإيراني (ICHO)، حيث قام بتنسيق والإشراف على جميع أنشطة المنظمة على المستوى الوطني والدولي، وإنشاء مراكز تنفيذية للمنظمة في جميع محافظات إيران. ثم أصبح رئيسًا للمنظمة، وظل في منصبه حتى عام 2000 م.

## الحياة المبكرة والتعليم
وُلد الشيرازي في النجف بالعراق. ينحدر من عائلة الشيرازي الدينية العريقة. والده هو السيد محمد حسين الشيرازي (ت 1955)، ابن آية الله العظمى ميرزا علي آغا الشيرازي (ت 1936). والدته هي ابنة الشيخ محمد كاظم الشيرازي (ت 1948). وأخوه الأكبر رضي الحسيني الشيرازي فقيه. أحد إخوته، مصطفى، هو طبيب في الدراسات الزراعية ويقيم في ولاية أوريغون.

### التعليم
سافر الشيرازي إلى إيران كثيرًا في سن مبكرة حتى استقر فيها عام 1955، بعد وفاة والده. درس في جامعة طهران وحصل على درجة البكالوريوس والماجستير في الهندسة المعمارية. ثم ذهب إلى جامعة روما، وأكمل درجة الدكتوراه في دراسة وترميم المعالم التاريخية.

## الأعمال

### الكتب
- أصفهان في التاريخ.
- العمارة الاسلامية.
- العمارة والعمران الإيراني. 5 مجلدات.

### الأوراق البحثية
أنتج الشيرازي أكثر من 65 ورقة علمية وبحثية حول الهندسة المعمارية والحفاظ على التراث والموضوعات ذات الصلة والتي تم نشرها في المجلات والمؤتمرات، وقد تميّزت أوراقه التي تُناقش العمارة الإسلامية وإحياءها.

## الجوائز
- جائزة مؤسسة آغا خان للعمارة لترميم المعالم التاريخية في أصفهان، 1980.
- تم تكريمه كميزة مختارة للعمارة والثقافة الإيرانية من الأكاديمية الإيرانية للفنون، 2001.
- تم تكريمه كمعلم متميز للتراث الثقافي من قبل منظمة التراث الثقافي الإيراني في عام 2003.

## طالع أيضًا
- العمارة الإيرانية
- تاريخ أصفهان
- ميرزا شيرازي

## روابط خارجية
- قائمة مجلات شيرازي نور المتخصصة (بالفارسية)